# Paramaracandus fuscus
Paramaracandus fuscus – gatunek kosarza z podrzędu Laniatores i rodziny Assamiidae.

## Występowanie
Gatunek został wykazany z Malezji.